# ناهنجاری متوسط

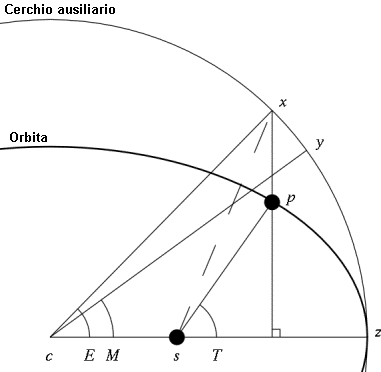
در طرح‌وارهٔ بالا، آنومالی متوسط M، زاویهٔ zcy است.

ناهنجاری متوسط یا آنومالی متوسط (به انگلیسی: Mean anomaly) در مکانیک سماوی پارامتری است که موقعیت و زمان حرکت جرم سماوی در مدار کپلر را شرح می‌دهد.
آنومالی متوسط مبنی بر این واقعیت است که نواحی مساوی به مرکز فواصل مساوی از زمان متمایل هستند. آنومالی متوسط به‌طور یکنواخت در هر مدار از ۰ تا {\displaystyle 2\pi } رادیان افزایش می‌یابد. با این حال، آنومالی متوسط یک زاویه نمی‌باشد.
آنومالی متوسط معمولاً با حرف {\displaystyle M} و با فرمول زیر نشان داده می‌شود:
{\displaystyle M=n\,t={\sqrt {\frac {G(M_{\star }\!+\!m)}{a^{3}}}}\,t}
در این فرمول n حرکت میانگین، a طول مدار نیم‌قطر بزرگ، {\displaystyle M_{\star }} و m جرم‌های در حال چرخش و G ثابت گرانش می‌باشند.